# تونی باترزبی
تونی باترزبی (انگلیسی: Tony Battersby؛ زادهٔ ۳۰ اوت ۱۹۷۵) بازیکن فوتبال اهل بریتانیا است.
از باشگاه‌هایی که در آن بازی کرده‌است می‌توان به باشگاه فوتبال هاکنال تاون، باشگاه فوتبال بری، باشگاه فوتبال کوربی تاون، باشگاه فوتبال ابسفلیت یونایتد، باشگاه فوتبال استیونج، باشگاه فوتبال بوستون تاون، باشگاه فوتبال بوستون یونایتد، باشگاه فوتبال ویسبچ، باشگاه فوتبال شفیلد یونایتد، باشگاه فوتبال گرنثم تاون، باشگاه فوتبال سنت آلبنز سیتی، باشگاه فوتبال ساوتند یونایتد، باشگاه فوتبال ای‌اف‌سی ویمبلدون، باشگاه فوتبال ولینگ یونایتد، باشگاه فوتبال لینکولن سیتی، باشگاه فوتبال نورث‌همپتون تاون، باشگاه فوتبال گرایس اتلتیک، باشگاه فوتبال بدفورد تاون، باشگاه فوتبال چلمزفورد سیتی، باشگاه فوتبال استمفورد، باشگاه فوتبال اسپالدینگ یونایتد، و باشگاه فوتبال نوتس کانتی اشاره کرد.